# Диэтиланилин
Диэтиланилин (N,N-диэтиланилин) — органическое соединение, принадлежащее классу третичных аминов, имеющее формулу C10H15N. Является производным аммиака, в котором атомы водорода замещены на фенильный и два этильных радикала. Умеренно-токсичен. Относится к IV классу опасности.

## Физические свойства
Бесцветная или желтоватая вязкая жидкость с запахом, напоминающим анилин. Плохо растворим в воде (0.13 г/л), хорошо в этиловом спирте, эфире, хлороформе и ацетоне.

## Химические свойства
Диэтиланилин является слабым основанием (Kb= 2,2×10-10), с сильными кислотами образует соли. Легко вступает в реакции электрофильного замещения по ароматическому ядру, например, нитрозируется в пара-положение .

## Методы синтеза
Реакцией нуклеофильного замещения у насыщенного атома углерода, а именно взаимодействием анилина с этилирующими агентами, например этилбромидом 
Другим способом получения диэтиланилина является взаимодействие анилина с диэтилсульфатом.
Ещё один способ — нагревание анилина с избытком этилового спирта в присутствии иода в автоклаве при 220-230 °C.

## Применение
Применяется в производстве полиэфирных смол и в органическом синтезе. Используется в качестве сырья для производства красителей, лекарственных препаратов (в том числе "зелёнки") и других органических веществ, а также как катализатор реакций. В органическом синтезе, комплекс диэтиланилин-боран (DEANB) используется как восстановитель.

## Техника безопасности
Вызывает слабое раздражение при попадании на кожу и в глаза. Диэтиланилин может быть генотоксичным, потому что было обнаружено, что он увеличивает скорость сестринского хроматидного обмена.  
Хронические эффекты, исследованные на крысах, - это повреждение эритроцитов и угнетение кроветворения (Blutbildung).
По аналогии с анилином может поступать в организм через кожу, а также при вдыхании паров.
ЛД50 - 606 мг/кг (крысы, перорально).